# 遠藤優 (ハンドボール)
遠藤 優（えんどう ゆう、1995年11月9日 - ）は、福島県郡山市出身のハンドボール選手。

## 経歴
日本体育大学時代は2017年の秋季リーグで敢闘賞を受賞した。
2018年に日本ハンドボールリーグのプレステージ・インターナショナル アランマーレへ加入。背番号は「18」。
2018-19年シーズン限りでアランマーレを退団。

## 詳細情報

### 年度別成績
| 年       | チーム       | 試合 | フィールド 得点 | 率   | 7m  | 合計  | 警告 | 退場 | 失格 |
| -------- | ------------ | ---- | --------------- | ---- | --- | ----- | ---- | ---- | ---- |
| 2018-19  | アランマーレ | 24   | 36/90           | .400 | 0/0 | 36/90 | 2    | 1    | 0    |
| JHL：1年 | JHL：1年     | 24   | 36/90           | .400 | 0/0 | 36/90 | 2    | 1    | 0    |

- 各年度の太字はリーグ最高

### 記録

#### 日本ハンドボールリーグ
- フィールドゴール初得点：2018年9月22日、対北國銀行戦（アルビス小杉総合体育センター）[5]

### 背番号
- 18 (2018年 - 2019年)